# جنگل ملی ریوگراند
جنگل ملی ریو گراند (به انگلیسی: Rio Grande National Forest) یک جنگل ملی در آمریکا است.
مساحت این جنگل ۷۵۳۰ کیلومتر مربع (کمی کوچکتر از کشور قبرس) است و در ایالت کلرادو گسترده است.